# Pavao Melada
Fra Pavao Melada (Kaštel Štafilić, 15. svibnja 1916. – Omiš, 26. studenoga 2003.), hrvatski katolički svećenik, teolog, visoki crkveni dužnosnik

## Životopis
Rodio se u Kaštel Štafiliću. Osnovnu školu završio je u Kaštel Novom, klasičnu gimnaziju u Sinju. Filozofsko-teološki studij završio u Sinju i Makarskoj. Godine 1933. u Zaostrogu pristupio franjevcima. Vječne zavjete položio je 21. studenoga 1937. u Makarskoj. Studirao bogoslovlje u Makarskoj i Rimu. U Rimu doktorirao bogoslovlje. Zaredio se 1940. godine za svećenika. 1944. na poslijediplomskom studiju u Antonianumu. Istraživao djela Ivana Dunsa Skota. Po završetku studija uključio se u nanstveni projekt Papinske međunarodne marijanske akademije (PAMI) i Međunarodne skotističke komisije za kritično izdanje djela franjevačkoga naučitelja bl. Ivana Duns Skota. U Papinskoj međunarodnoj marijanskoj akademiji pola stoljeća marljivo promicao slavu i štovanje BDM. Sudjelovao u pripremi proglašenja dogme o Uznesenju Marijinu. Dugo godina obnašao dužnost tajnika i predsjednika Papinske međunarodne marijanske akademije (Pontifica academia mariana internationalis) u Rimu. Profesor na rimskom učilištu Antonianumu. Organizirao je međunarodne mariološke i marijanske kongrese. Uredio je na stotine svezaka Akademijinih izdanja. Najzaslužniji je uz fra Karla Balića da je 1971. godine u Zagrebu i u Mariji Bistrici održan međunarodni mariološki i marijanski kongres. To je bio prvi od reda velikih skupova Crkve u Hrvata na otvorenom. Zadnjih godina života živio je u Omišu, gdje je i umro u samostanu Gospe Karmelske u Omišu. Pokopan je dva dana poslije u franjevačku grobnicu na mjesnom groblju Vrisovcima u Omišu. Misu zadušnica bila je u crkvi Gospe Karmelske u Omišu. Predvodio ju je provincijal Franjevačke provincije Presvetoga Otkupitelja fra Željko Tolić.

## Nagrade
Dobitnik raznih međunarodnih priznanja, između ostalih su:
- 1992. Sveučilište u Daytonu (Ohio) "Marian Library" - zlatna medalja za požrtvovan rad na mariološkom području
- 1994.  - Međunarodna nagrada "Pro Ancilla Domini" bogoslovnoga fakulteta "Marianum" u Rimu
- 1996. - odlukom predsjednika Republike Hrvatske dr. Franje Tuđmana odlikovan je "Redom hrvatskoga pletera" za promicanje hrvatske kulture.